# Nozawa onsen

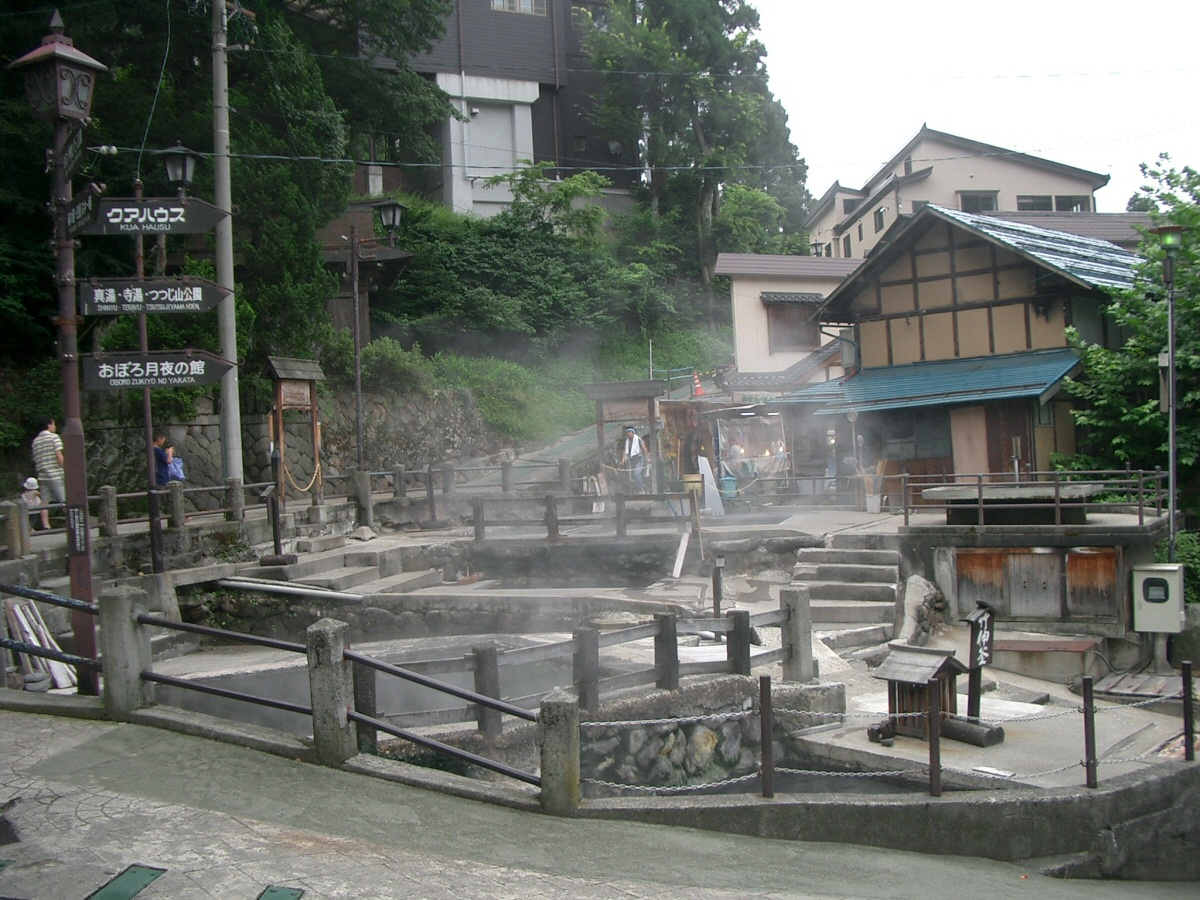
Vue d'un onsen, à Nozawa onsen.

Nozawa onsen (野沢温泉村, Nozawa-onsen-mura) est un village situé dans la préfecture de Nagano, sur l'île de Honshū, au Japon.

## Culture locale et patrimoine
La station d'hiver du Nozawa Onsen Snow Resort est située dans le village de Nozawa onsen.
Nozawa onsen se trouve dans la région montagneuse du nord-est de la préfecture de Nagano, à environ une heure de route de Nagano. Au sud, il borde le village de Kijimadaira, le long de la crête de mont Kenashi. À l’ouest se trouve le Shinano-gawa, le plus long fleuve du Japon qui forme une frontière du village avec la ville d’Iiyama. Le village du nord et de l’est Sakae (Nagano)[pas clair]. L’altitude de Nozawa onsen varie de 300 m au niveau le plus bas, à environ 600 m dans le village, et 1 650 m au sommet du mont Kenashi.

### Climat
La ville a un climat caractérisé par des étés chauds et humides et des hivers froids (classification de Köppen 'Cfa'). La température annuelle moyenne à Nozawa onsen est de 9,6 °C. La pluviométrie annuelle moyenne est de 1 534 mm, le mois de septembre étant le plus humide. Les températures sont plus élevées en moyenne en août, à environ 22,9 °C, et les plus basses en janvier, à environ – 2,9 °C.

## Historique
La région actuelle de Nozawa onsen faisait partie de l’ancienne province de Shinano. Le nom Yuyama village (湯 山 村, « village de source chaude ») apparaît dans le milieu de l'époque de Kamakura, bien que selon la légende locale, les sources chaudes ont été découvertes au VIIIe siècle par le moine Gyōki. Selon les enregistrements datés de 1870, il y avait 24 auberges dans la région, avec 24 863 visiteurs pour des cures thermales.
Le village de Toyosato a été créé le 1er avril 1889 avec la mise en place d'un système de municipalités modernes. Toyosato a fusionné avec le village de Takano pour former le village de Zuiho le 14 octobre 1892. Une partie du village de Zuiho a fusionné avec la ville d'Iiyama le 1er août 1954 et la portion restante est devenue Nozawa onsen le 1er avril 1955.
Le village a accueilli le biathlon des Jeux olympiques d'hiver de 1998.
L'économie de Nozawa onsen est basée sur l'agriculture et le tourisme saisonnier.

## Éducation
Nozawa onsen possède une école primaire publique et un collège public gérés par le gouvernement du village. Le village n'a pas de lycée.

## Transport

### Chemin de fer
Le village n'a pas de service ferroviaire direct pour les passagers. La gare la plus proche est celle d'Iiyama, située à environ 25 minutes de route et desservie notamment par la ligne Shinkansen Hokuriku.
Un service de bus est géré par le village qui coïncide avec les horaires des Shinkansen.

## Relations internationales
- - Sankt Anton am Arlberg, Autriche, ville sœur depuis le 7 février 1971[4].

## Attractions locales
- Nozawa Onsen Snow Resort

### Spécialités culinaires locales
- Nozawana  (légume mariné)
- Oyaki manjū (boulettes cuites à la vapeur des onsen)
- Shinshu soba
- Pommes
- Légumes de montagne
- Bière (fabriquée par l'Anglo Japanese Brewing Company)[5].

### Attractions culturelles
Il y a dix-huit trésors culturels désignés dans le village. Le Dosojin matsuri est un trésor culturel national (désigné comme patrimoine culturel du Japon en décembre 1993), tandis que les autres, dont un cèdre vieux de trois cents ans dans le sanctuaire principal, sont désignés par le village.

### Nozawa Onsen Fire Festival
Le festival le plus important du village est le Nozawa Onsen Fire Festival  (野 沢 温泉 の 道 祖 神祭 り, Nozawa onsen no dōsojin matsuri) qui a lieu tous les 15 janvier,,. Il fait partie d'une culture nationale d'honorer les divinités populaires et en particulier Dōsojin.
Il s'agit d'un événement de trois jours, le moment culminant étant la bataille pour incendier un sanctuaire en bois à trois étages 社 殿 (shadan) le soir du 15 janvier. On ne sait pas quand le festival a commencé mais les enregistrements de 1863 suggèrent qu'il était déjà bien établi à cette époque.
Le festival est organisé par des hommes du village âgés de 40 à 42 ans. Il y a donc une période de trois ans où chaque villageois de sexe masculin est étroitement associé au festival. Ils sont dirigés par un maître charpentier choisi pour son expérience. L'autre groupe impliqué est les hommes de 25 ans du village. Les âges de 42 et 25 ans sont des âges malchanceux, ou bien des âges où un nettoyage spirituel est nécessaire, et sont appelés yakudoshi. La participation à l'événement est un rite de passage obligatoire pour tous les hommes vivant dans le village, qu'ils y soient nés ou pas, et est également un moyen de créer des liens et des relations.
Une partie de l'importance du festival est de célébrer les garçons nés au cours de l'année précédente et les familles chanceuses créeront des mâts totémiques 初 灯籠 (hatsuakarikago). Ce sont des structures élaborées de 9 à 10 m de hauteur en forme de parapluie, faites de chêne en bas et de cèdre en haut. Le blason familial se trouve au sommet du poteau. La couche suivante est constituée de carillons éoliens et la couche inférieure se compose de longues bandes de papier avec des charmes et des souhaits écrits par des parents et des amis. La structure est faite à l'automne et exposée à l'extérieur de la maison à partir du 11 janvier. Le 15 janvier, elle est transportée sur le terrain du festival du feu où elle fera partie de l'incendie final.
Le bois qui constituera le shadan est choisi, coupé et ramené de la montagne au village au cours de l'automne précédent. Le 13 janvier, le hêtre du Japon est traîné du domaine skiable de Hikage à travers le village par des équipes de villageois scandant des yakudoshi. On offre du saké aux spectateurs.
Le shadan est construit toute la journée du 14 et jusqu'au début de l'après-midi le 15. Les constructeurs sont debout à 10 m de haut, sur une surface de 8 m de large. La construction peut être dangereuse donc le travail se fait en silence et sans consommation d'alcool. On n'utilise ni clous ni fils pour l'assemblage.